# Lubartów
Lubartów je město v Polsku v Lublinském vojvodství, sídlo stejnojmenného okresu. Leží v Jihopodleské nížině 26 km severně od Lublinu a protéká jím řeka Wieprz. V roce 2023 zde žilo 19 734 obyvatel.

## Historie
Město založil v roce 1543 šlechtic Piotr Firlej a nazval je Lewartów podle rodinného erbovního znamení levharta. Pobýval zde spisovatel Jan Kochanowski. Od osmnáctého století sídlili na místním zámku Sanguszkové a město bylo přejmenováno podle legendárního zakladatele rodu Lubarta. Obyvatelé Lubartówa hovořili polsky a jidiš, před druhou světovou válkou tvořili Židé většinu populace. Po německé okupaci zde vzniklo ghetto, jehož obyvatelé byli zavražděni ve vyhlazovacím táboře Belzec. Ve městě a okolí operovala podzemní organizace Zemská armáda.
Barokními památkami jsou knížecí zámek a bazilika sv. Anny, obě stavby projektoval Paweł Antoni Fontana. Nachází se zde také kapucínský klášter a množství historických dřevěných domů. 
Okolí města je známé díky nalezištím jantaru. Tradičním místním produktem je med z květů pohanky obecné. V letech 1971 až 1996 zde sídlila továrna na magnetofony Unitra. Nedaleko Lubartówa leží chráněná oblast Kozłowiecki Park Krajobrazowy. Každoročně se zde koná Święto Roweru, který je největší akcí pro rekreační cyklisty v Polsku. 

## Partnerská města
- Hajdúdorog, Maďarsko
- Raseiniai, Litva
- Slavuta, Ukrajina